# Magdalena Iljans
Anna Magdalena Iljans z d. Jonsson (ur. 26 września 1969 w Kungsängen) – szwedzka narciarka, specjalistka narciarstwa dowolnego. Jej największym sukcesem jest srebrny medal w skicrossie wywalczony na mistrzostwach świata w Ruka. Zajęła także 10. miejsce w skicrossie na igrzyskach olimpijskich w Vancouver. Najlepsze wyniki w Pucharze Świata osiągnęła w sezonie 2005/2006, kiedy to zajęła 4. miejsce w klasyfikacji generalnej, a w klasyfikacji skicrossu była trzecia. Ponadto w sezonach 2002/2003 i 2006/2007 była druga, a w sezonach 2003/2004 i 2004/2005 była trzecia w klasyfikacji skicrossu.
Jej mąż Erik Iljans również uprawia narciarstwo dowolne.

## Osiągnięcia

### Igrzyska olimpijskie
| Miejsce | Dzień     | Rok  | Miejscowość | Konkurencja | Zwycięzca       |
| ------- | --------- | ---- | ----------- | ----------- | --------------- |
| 10.     | 23 lutego | 2010 | Vancouver   | Skicross    | Ashleigh McIvor |

### Mistrzostwa świata
| Miejsce | Dzień    | Rok  | Miejscowość          | Konkurencja | Zwycięzca       |
| ------- | -------- | ---- | -------------------- | ----------- | --------------- |
| 2.      | 18 marca | 2005 | Ruka                 | Skicross    | Karin Huttary   |
| 8.      | 6 marca  | 2007 | Madonna di Campiglio | Skicross    | Ophélie David   |
| 8.      | 2 marca  | 2009 | Inawashiro           | Skicross    | Ashleigh McIvor |

### Puchar Świata

#### Miejsca w klasyfikacji generalnej
- sezon 2002/2003: 7.
- sezon 2003/2004: 9.
- sezon 2004/2005: 8.
- sezon 2005/2006: 4.
- sezon 2006/2007: 8.
- sezon 2007/2008: 50.
- sezon 2008/2009: 55.
- sezon 2009/2010: 78.

#### Miejsca na podium
1. Tignes – 30 listopada 2002 (Skicross) – 1. miejsce
2. Laax – 18 stycznia 2003 (Skicross) – 1. miejsce
3. Grindelwald – 23 listopada 2003 (Skicross) – 3. miejsce
4. Laax – 18 stycznia 2004 (Skicross) – 1. miejsce
5. Špindlerův Mlýn – 31 stycznia 2004 (Skicross) – 3. miejsce
6. Naeba – 21 lutego 2004 (Skicross) – 2. miejsce
7. Pozza di Fassa – 15 stycznia 2005 (Skicross) – 1. miejsce
8. Grindelwald – 5 marca 2005 (Skicross) – 3. miejsce
9. Contamines – 14 stycznia 2006 (Skicross) – 3. miejsce
10. Kreischberg – 20 stycznia 2006 (Skicross) – 1. miejsce
11. Sierra Nevada – 12 marca 2006 (Skicross) – 1. miejsce
12. Flaine – 10 stycznia 2007 (Skicross) – 1. miejsce
13. Inawashiro – 16 lutego 2007 (Skicross) – 2. miejsce

- W sumie 7 zwycięstw, 2 drugie i 4 trzecie miejsca.